# Димитър Керамичиев
Димитър Костов Керамичиев (на македонска литературна норма: Димитар Костов Керамичиев) е психолог от Република Македония.

## Биография
Димитър Керамичиев е роден на 2 август 1936 година в костурско село Личища (на гръцки Поликарпи), Гърция. В 1961 година завършва Философския факултет на Скопския университет. След това завършва магистратура във Факултета по политология в Белградския университет в 1979 година. В 1981 година започва да работи във Факултета за физическа култура, където преподава психология и психология на спорта. Автор е на множество трудове в областта на психологията. Работи и като психолог в завода за Органическохимична индустрия в Скопие, където формира Отделение за хуманизация на труда, което е единствено по рода си в границите на Социалистическа федеративна република Югославия. В 1991 година защитава докторат отново в Скопския университет, под ръководството на известния спортен психолог Любиша Лазаревич, професор от Белградския университет.
Керамичиев умира на 25 май 2008 година в Скопие.